# Raymond Wilson Chambers
Raymond Wilson Chambers (12 novembre 1874 - 23 avril 1942) est un professeur d'université britannique, auteur et bibliothécaire ; tout au long de sa carrière, il est professeur associé à l'University College de Londres (UCL).

## Biographie
Raymond Wilson Chambers fait ses études à l'University College, où il étudie auprès d'éminents universitaires tels que William Paton Ker et Alfred Edward Housman. Il est bibliothécaire dans cette institution de 1901 à 1922, et professeur adjoint au département d'anglais de 1904 à 1914. Il sert pendant la Première Guerre mondiale dans la Croix-Rouge en France, et en Belgique dans le YMCA/BEF. Il devient Quain Professor d'anglais à l'UCL en 1922. 
Il écrit sur une grande variété de sujets liés à la littérature, à l'histoire et à la culture anglaises ; il travaille notamment sur les ajouts shakespeariens à la pièce Sir Thomas More avec Alfred William Pollard et d'autres savants. Sa biographie de 1935, Thomas More, reçoit le Prix James Tait Black.

## Relations avec Tolkien
Raymond Wilson Chambers est un ami de J. R. R. Tolkien, leurs carrières sont parallèles à bien des égards : tous deux sont catholiques (Tolkien catholique romain et Chambers anglo-catholique), spécialistes de la littérature en vieil anglais, ayant connu les horreurs de la guerre des tranchées de la Première guerre mondiale (Chambers était cependant trop vieux pour être enrôlé), et écrits de manière influente sur Beowulf, les écrits de Chambers étant inspirés de Beowulf : Les Monstres et les Critiques de Tolkien. Thomas Alan Shippey décrit Chambers comme « un mécène et un défenseur de Tolkien dans ses premières années ».
John Garth écrit que le titre du Livre des contes perdus « rappelle la référence de RW Chambers au conte perdu de Wade », dans un chapitre de son étude du poème en vieil anglais Widsith qui se concentre sur les vieilles légendes marines des anciennes tribus germaniques des côtes européennes du nord-ouest, et qui étudie également l'Aurvandil. Chambers reproche aux Romains de dédaigner les peuples germaniques et de ne pas avoir consigné leurs chansons et leurs contes ; il déplore le fait que, malgré l'amour du roi  Alfred le Grand pour l'ancien temps, les Anglo-Saxons en aient écrit trop peu : « Ainsi, ce monde du chant chevaleresque est mort », déclare Chambers. « Il est donc de notre devoir de rassembler avec respect les fragments de l'ancienne épopée teutonique que la fortune a conservés dans notre langue anglaise et d'apprendre d'eux tout ce que nous pouvons de ces histoires dont ces fragments sont le premier enregistrement vernaculaire. », Ce passage suggère que le travail de Chambers a inspiré les grandes lignes du projet original de Tolkien : la reconstitution d'une mythologie pour l'Angleterre.

## Ancien anglais
Raymond Wilson Chambers rédige une critique sur un morceau de prose relatif à la période antérieure du moyen anglais Ancren Riwle. L'édition sur laquelle il travaille a été compilée par James Morton et, comme le croyait Chambers, la compilation de Morton est « un travail solide » qui a rénové Ancren Riwle en anglais. Il convient avec ses pairs que le titre de l'ouvrage soit traduit par Rule. Dans son article Recent Research Upon the Ancren Riwle, il compare la version française de l'ouvrage avec la version anglaise et souligne certains des paradoxes qui se produisent entre les deux, comme l'apparition de la rime dans la version anglaise qui est inexistante dans le français. Il suggère qu'il existe également une autre différence entre l'œuvre originale et la traduction anglaise en ce que l'original dépeint trois dames dont la vie de martyre est caractérisée par la douleur au début de la période du moyen anglais, alors que la traduction anglaise donne un sentiment de gentillesse ambiante dans leur style de vie féminin au lecteur, avec une aura de plaisir à déduire de la période médiévale lors de la lecture de la traduction anglaise.

## Ouvrages
- Widsith : A Study in Old and English Heroic Legend, école publique de Kamal, 1912.
- Recherches récentes sur l'Ancren Riwle , Londres, Sidgwick & Jackson, 1925.
- Ruskin (et autres) sur Byron , Oxford, Oxford University Press, 1925.
- Sur la continuité de la prose anglaise d'Alfred à More et à son école, Londres, Early English Text Society / Oxford University Press, 1932.
- Chapitres sur le livre d'Exeter, Londres, Percy Lund, Humphries & Co. Ltd. 1933
- Thomas More , Londres, Cap, 1935.
- La place de Saint-Thomas More dans la littérature et l'histoire anglaises, Londres, Longman, 1937.
- L'esprit invincible de l'homme, Londres, Cap, 1939.